# Angelina (Roman)
Angelina ist ein 1893 verfasster Roman des mexikanischen Schriftstellers Rafael Delgado (1853–1914). Die Erzählung wurde zunächst 1894 als Fortsetzungsreihe in der Zeitung El Tiempo Ilustrado (Mexiko-Stadt) veröffentlicht und erschien 1895 erstmals als Buch.

## Hintergründe
Die Philologin Adriana Sandoval schreibt in einer Fußnote ihrer Untersuchung des Romans, dass einige Leser, vor allem in Delgados Geburtsstadt Córdoba und seiner langjährigen Heimatstadt Orizaba (in der der Roman geschrieben wurde), die Erzählung als autobiografisch deuten könnten und daher möglicherweise nach Vorbildern für die beschriebenen Charaktere suchen.
In einer weiteren Fußnote weist Sandoval darauf hin, dass durchaus Ähnlichkeiten zwischen dem Autor und dem Ich-Erzähler des Romans bestehen. So studierte seine Romanfigur Rodolfo einige Jahre in Mexiko-Stadt und Delgado besuchte dort von Januar 1865 bis Februar 1866 das Colegio de Nuestra Senora de Guadalupe.
Die Romanfigur wird in einem (in dieser Gegend nicht existierenden) Ort namens Villaverde geboren. Damit könnte der Autor seine eigene Geburtsstadt gemeint haben, in der es immerhin ein Viertel namens Villa Verde gibt. Auch gibt es in Córdoba eine Kirche namens San Antonio, die im Roman mehrfach erwähnt wird und dort in Villaverde liegt.
Im Roman wird auch mehrfach die insgesamt bedeutendere Nachbarstadt Pluviosilla erwähnt, die zweifellos ein Synonym für Orizaba ist. Der Begriff leitet sich ab vom Wort „pluvial“ (span. für „Regen...“) bzw. „pluviosa/o“ (regnerisch) und bedeutet so viel wie „Regenstadt“ bzw. „Regnerische Stadt“ (aus den spanischen Wortstämmen „pluviosa“ und „villa“). Grund für diesen inoffiziellen Beinamen der Stadt ist die Tatsache, dass es zu einer bestimmten Jahreszeit häufig regnet. Der Begriff „Pluviosilla“ fand auch Aufnahme in den Namen des Insitututo Pluviosilla UGMEX; eines in Orizaba ansässigen Gymnasiums (Bachillerato General), das eine Einrichtung der 1989 gegründeten Universidad del Golfo de México (UGM) ist und seit 1991 auch in Orizaba vertreten ist. Der Begriff hat sich längst auch zu einem Spitznamen für die Stadt etabliert.

## Inhalt
Nach zehnjähriger Abwesenheit kehrt Rodolfo in seinen Geburtsort Villaverde zurück, wo er ein Zimmer im Haus seiner Tanten Carmen und Pepa bezieht. Da beide Tanten gesundheitliche Probleme haben, werden sie von Angelina unterstützt, die bei ihnen als Haushaltshilfe und Krankenpflegerin arbeitet. Rodolfo alias Rorró und Angelina alias Linilla verlieben sich ineinander.
Obwohl die beiden Liebenden sich wie Geschwisterseelen fühlen, die von der Vorsehung füreinander bestimmt sind, um in Ewigkeit eins zu sein, ist ihrer Liebe kein dauerhaftes Glück beschieden. Denn eines Tages trifft ein Brief von Pater Herrera ein, in dessen Obhut die kleine Vollwaise Angelina einst aufgewachsen ist. In diesem Brief bittet er Angelina darum, zu ihm nach San Sebastián zurückzukommen, weil er dringend auf ihre Hilfe angewiesen ist. Obwohl die beiden Liebenden darüber sehr betrübt sind, sieht Angelina keine andere Möglichkeit, als der Bitte ihres Ziehvaters zu entsprechen. Mit großem Kummer kündigt sie Rorró ihren unmittelbar bevorstehenden Wohnungswechsel mit: „Das Leben ohne dich wird kein Leben sein. Wer garantiert uns, dass wir uns wiedersehen? Wer garantiert mir, dass ich in dieses Haus zurückkehre, in dem ich die glücklichsten Tage meines Lebens verbracht habe? Ich liebe dich und werde dich ewig lieben bis ans Ende meines Lebens und darüber hinaus. Deine Liebe war die einzige Freude meines Lebens und ich möchte sie nicht verlieren.“
Zum Abschied schenkt sie ihm ein kleines Medaillon, das sie als Kind von ihrer Mutter erhalten hatte und zeitlebens um den Hals trug, damit er die Medaille von nun an bei sich hat und Linilla nicht vergisst.
In den Tagen und Wochen nach ihrem Weggang schlendert Rorró allein und wehmütig durch die Stadt. In die das Flussufer säumenden Pappeln ritzt er ihren Kosenamen Linilla oder einfach nur ein L ein. Die bitterste Sehnsucht überkommt ihn jedes Mal beim Besteigen des Colina del Escobillar, auf dessen Gipfel sein Blick in die Ferne schweifen kann und er die Lage des Dorfes San Sebastián, wo Linilla jetzt lebt, erahnen kann.
Schließlich erweckt der Tod in ihm freudige Gedanken. Angelina kritisiert diese Todessehnsucht in einem ihrer Briefe: „Wie kannst du vom Tod sprechen, wo wir so glücklich sind? Wer hat dir so was nur beigebracht? Das Leben, so bitter es auch manchmal sein mag, ist doch schön und liebenswert. Auch wenn es Leid und Schmerz gibt, gibt es doch auch viel Freude und Glück. Wenn du mich liebst und dir bewusst ist, dass du geliebt wirst, sei glücklich und liebe das Leben.“
Obwohl er ihr in seinem nächsten Brief ausdrücklich beipflichtet („Du hast recht. Wenn der Mensch liebt und geliebt wird, ist das Leben liebenswert.“), leidet er unter der Trennung und betrachtet die Welt als einen Ort des Kummers: „Das Leben ist ein ewiger Schmerz. Die Vergangenheit betrübt uns mit der Erinnerung an das verlorene Gut. In der Gegenwart finden wir kein Glück. Die Zukunft erfüllt uns mit Furcht. Ist es nicht so, dass der Schmerz das traurige Erbe der elenden Menschheit ist?“
Dieses pessimistische Leben ändert sich ausgerechnet in der für ihn vermeintlich schwersten Stunde. Denn der nächste Brief von Angelina stellt die Weichen für eine getrennte Zukunft. In diesem teilt sie ihm mit, dass sie sich für ein anderes Leben entschieden hat und bittet ihn um Verzeihung, dass es für ihre Liebe keine Zukunft gibt. Sie hat den sehnlichsten Wunsch, ein gottgefälliges Leben zu führen und sich um die Armen, die Kranken und die Waisen zu kümmern. Sie entschuldigt sich bei ihm für ihre Entscheidung und wünscht ihm Mut und Kraft, um diesen Paukenschlag zu verkraften. Vor allem aber bittet sie ihn darum, sein Leben noch einmal neu zu beginnen, um seine Bestimmung und somit auch das Glück zu finden.
Angelina legt zwei Jahre später das Ordensgelübde ab. Rodolfo sucht fortan Trost in der Arbeit und findet darin auch seine Erfüllung.